# Amblyeleotris ellipse
Amblyeleotris ellipse är en fiskart som beskrevs av Randall 2004. Amblyeleotris ellipse ingår i släktet Amblyeleotris och familjen smörbultsfiskar. Inga underarter finns listade i Catalogue of Life.